# Жабі-Руґ
Жабі-Руґ (пол. Żabi Róg, нім. Horn) — село в Польщі, у гміні Моронґ Острудського повіту Вармінсько-Мазурського воєводства.
Населення — 1243 особи (2011).
У 1975-1998 роках село належало до Ольштинського воєводства.

## Демографія
Демографічна структура станом на 31 березня 2011 року:
|          | Загалом | Допрацездатний вік | Працездатний вік | Постпрацездатний вік |
| -------- | ------- | ------------------ | ---------------- | -------------------- |
| Чоловіки | 627     | 123                | 472              | 32                   |
| Жінки    | 616     | 135                | 395              | 86                   |
| Разом    | 1243    | 258                | 867              | 118                  |